# Eochaid I af Dalriada
Eochaid I af Dalriada Buide (død 629) var konge af Dalriada, som lå i vore dages Skotland fra 608 til sin død. Tilnavnet Buide, som betyder ”den gule”, fik han pga. farven på sit hår.
Han var søn af Aedan, og overtog tronen efter ham. Eochaid selv blev efterfulgt af Connad; det er usikkert hvilket, om noget, slægtsforhold det var mellem dem.